# إذاعة البرنامج الموسيقي
إذاعة البرنامج الموسيقي هي إذاعة مصرية بدأت إرسالها في  ، في الأول من مايو عام 1965 وهي للحفاظ على التراث الموسيقي العالمي والموسيقى الخفيفة التي لا تؤذي السمع مع أن نسبة الاستماع للبرنامج الموسيقي قليلة  إلا أنها تبث على الآن  تردد البرنامج الموسيقى MHz 98.80